# Список рек Колорадо
Ниже представлен список рек американского штата Колорадо.

## Общие сведения
В Колорадо насчитывается 158 рек, имеющих собственные названия. Все они, кроме Грин-Ривер и Симаррон, имеют исток на территории штата. Несколько рек в Колорадо носят одинаковые названия, по две (в одном случае — по три) реки в одном штате. Это:
- Биг-Драй-Крик[англ.]
- Бэр-Крик
- Канейдиан-Ривер[англ.]
- Симаррон
- Сэнд-Крик (три реки в одном штате)
- Уильямс-Форк[англ.]
- Фолл-Ривер

## Список
Реки с площадью водосборного бассейна более 10 000 км² выделены полужирным. В список включены только более-менее крупные реки, без учёта ручьёв и криков. Сортировка по алфавиту. После названия реки указана её длина и через дробь площадь водосборного бассейна.
- Аламоса[англ.] — 103 км / 383 км²
- Анимас — 203 км / 3562 км²
- Анкомпагр[англ.] — 121 км / 2890 км²
- Апишапа[англ.] — 224 км / 2798 км²
- Арикэри — 251 км / 4510 км²
- Арканзас — 2364 км / 440 000 км²
- Биг-Сэнди-Крик[англ.] — 340 км / 4830 км²
- Биг-Томпсон[англ.] — 123 км / 2149 км²
- Блу-Ривер[англ.] — 105 км / 1800 км²
- Ганнисон — 290 км / 20 520 км²
- Грин-Ривер — 1170 км / 125 000 км²
- Долорес — 388 км / 11 850 км²
- Игл-Ривер[англ.] — 97 км / 2450 км²
- Канейдиан-Ривер — 1651 км / 123 220 км²
- Каше-ла-Пудр[англ.] — 203 км / 4959 км²
- Клир-Крик[англ.] — 106 км / 1497 км²
- Колорадо — 2330 км / 640 000 км²
- Конехос-Ривер[англ.] — 149 км / 2300 км²
- Ла-Плата — 110 км / ?
- Ларами — 450 км / 11 820 км²
- Литл-Снейк — 249 км / 10 629 км²
- Лоджпол-Крик[англ.] — 447 км / 8374 км²
- Лэддер-Крик[англ.] — 370 км / 3640 км²
- Макэлмо-Крик[англ.] — 113 км / 1840 км²
- Манкос-Ривер[англ.] — 137 км / 2099 км²
- Мичиган[англ.] — 111 км / ?
- Навахо — 87 км / ?
- Норт-Платт — 1152 км / 80 000 км²
- Норт-Форк-Ганнисон[англ.] — 54 км / 1920 км²
- Норт-Форк-Репабликан[англ.] — 89 км / 13 170 км²
- Норт-Форк-Смоки-Хилл[англ.] — 314 км / 1970 км²
- Пауни-Крик[англ.] — 75 км / 1880 км²
- Пиканс-Крик[англ.] — 93 км / 1630 км²
- Пургатуар[англ.] — 315 км / 8930 км²
- Пьедра — 64 км / 1770 км²
- Раш-Крик[англ.] — 164 км / 3570 км²
- Рио-Бланко[англ.] — 48 км / ?
- Рио-Гранде — 3051 км / 472 000 км²
- Рио-Чама[англ.] — 210 км / 8140 км²
- Роаринг-Форк[англ.] — 110 км / 3760 км²
- Савоч-Крик[англ.] — 142 км / 3480 км²
- Сан-Луис-Крик[англ.] — 122 км / 7000 км²
- Сан-Мигель — 130 км / 4060 км²
- Сан-Хуан — 616 км / 63 840 км²
- Саут-Платт — 707 км / 62 738 км²
- Саут-Форк-Репабликан[англ.] — 275 км / 7190 км²
- Сент-Врейн-Крик[англ.] — 52 км / 2570 км²
- Симаррон — 1123 км / 49 100 км²
- Смоки-Хилл — 925 км / 49 900 км²
- Тейлор — 78 км / 1258 км²
- Томичи-Крик[англ.] — 116 км / 2874 км²
- Уайт-Ривер — 314 км / 13 300 км²
- Фаунтейн-Крик[англ.] — 120 км / 2418 км²
- Флорида — 99 км / ?
- Фрайингпэн-Ривер[англ.] — 68 км / 610 км²
- Френчмен-Крик[англ.] — 267 км / 7398 км²
- Черри-Крик[англ.] — 77 км / 1050 км²
- Элк — 55 км / ?
- Ямпа — 400 км / 19 800 км²